# Carl Englerth

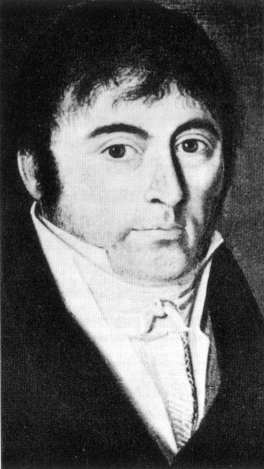
Carl Englerth

Carl Englerth (* 2. September 1756 in Jülich; † 25. August 1814 in Eschweiler) war der erste Eschweiler Bürgermeister von 1800 bis 1814, als Eschweiler französische Mairie und Hauptort des Kantons Eschweiler war.
1786 heiratete er als in Jülich stationierter Hauptmann die siebzehnjährige Christine Wültgens. Nach seinem Ausscheiden aus dem Militärdienst zog die Familie nach Eschweiler, wo sich der Wohn- und Geschäftssitz der Familie Wültgens befand und wo er 1794 als Beigeordneter des „Canton d'Eschweiler“ berufen und 1800 zum Bürgermeister (Maire) der „Mairie d'Eschweiler“ ernannt wurde, was er bis zu seinem Tod blieb.
1797 erwarb er zusammen mit den Erben seines Schwiegervaters Johann Peter Wültgens die zweite Hälfte der von ihnen zur Hälfte gehaltenen Konzessionen im Eschweiler Kohlberg. Dezember 1800 wurde ihm und Ferdinand Wültgens, Sohn von Johann Peter Wültgens, eine zunächst vorläufige, September 1802 verlängerte und November 1805 von Napoléon Bonaparte per Dekret endgültige Bergwerksbetriebserlaubnis für die Binnenwerke und die Grube Birkengang in Eschweiler nach französischem Recht erteilt. Bereits 1798 hatten sie einen Konzessionsantrag zur Beherrschung des gesamten Eschweiler Kohlbergs einschließlich der Herrenkunst samt der hierzu erforderlichen Anschaffung neuer Maschinen in voller Selbstverwaltung für die Dauer von 100 Jahren gestellt. Die Gesamtleitung des Grubenbetriebes übernahm der Bergbauingenieur Johann Heinrich Graeser. Die entsprechenden Konzessionsurkunden und Abbauberechtigungen wurden am 24. Dezember 1805 ausgefertigt, sahen eine Gültigkeitsdauer von 50 Jahren vor und bezogen sich laut französischem Bergrecht auf entlang den Markscheiden verlaufende, senkrechte Ebenen bis zur ewigen Teufe des gesamten Eschweiler Kohlbergs.
Carl Englerth starb 1814 auf Gut Blankenberg südlich von Eschweiler in Stolberg. Seine Bemühungen um Grubenerwerb im Inderevier setzte seine Ehefrau Christine fort. Nach ihm wurde in Eschweiler 1979 die Straße „Englerthsgärten“ benannt.